# Championnats d'Europe juniors d'athlétisme 2009
Navigation
2007 2011
Les 20es Championnats d'Europe juniors d'athlétisme se déroulent du 23 au 26 juillet 2009 au Stade Karađorđe de Novi Sad, en Serbie.

## Faits marquants
Le Français Christophe Lemaitre est champion d'Europe junior du 100 m en battant au passage le record d'Europe junior de la distance détenu depuis le 25 juillet 1997 par Dwain Chambers (10 s 06 à Ljubljana). Il s'impose en 10 s 04 avec un très bon temps de réaction et + 0,2 m/s de vent favorable, devant l'Azéri Ramil Quliyev qui remportera le 200 m dans un temps remarquable pour cette catégorie. Il s'agit également du 3e meilleur chrono mondial junior de tous les temps sur la distance et du 3e meilleur temps pour un athlète français derrière les 9 s 99 de Ronald Pognon (5 juillet 2005) et les 10 s 02 de Daniel Sangouma réalisé en 1990.

## Résultats

### Hommes
| Épreuves | Or                                                                                   | Argent                                                                        | Bronze                                                                                            |
| --- | ------------------------------------------------------------------------------------ | ----------------------------------------------------------------------------- | ------------------------------------------------------------------------------------------------- |
| 100 m | Christophe Lemaitre (FRA) 10 s 04 EJR                                                | Ramil Quliyev (AZE) 10 s 16                                                   | Eugene Ayanful (GBR) 10 s 37 PB                                                                   |
| 200 m | Ramil Quliyev (AZE) 20 s 33 CR                                                       | Robert Hering (GER) 20 s 83                                                   | Diego Marani (ITA) 21 s 03                                                                        |
| 400 m | Christopher Clarke (GBR) 45 s 59 PB                                                  | Andrzej Jaros (POL) 46 s 75 PB                                                | Louis Persent (GBR) 46 s 82                                                                       |
| 800 m | Kevin López (ESP) 1 min 48 s 25                                                      | Niall Brooks (GBR) 1 min 49 s 21                                              | Aleksandr Sheplyakov (RUS) 1 min 49 s 37 SB                                                       |
| 1 500 m | David Bustos (ESP) 3 min 53 s 31                                                     | Resul Çevik (TUR) 3 min 54 s 30                                               | Simon Horsfield (GBR) 3 min 54 s 56                                                               |
| 5 000 m | Hayle Ibrahimov (AZE) 14 min 01 s 19 NR                                              | Jakub Živec (CZE) 14 min 10 s 58 PB                                           | Aitor Fernández (ESP) 14 min 20 s 14 PB                                                           |
| 10 000 m | Hayle Ibrahimov (AZE) 30 min 06 s 64 PB                                              | Simon Lawson (GBR) 30 min 35 s 62                                             | Siarhei Platonau (BLR) 30 min 55 s 92 PB                                                          |
| 110 m haies | Lawrence Clarke (GBR) 13 s 37 NJR                                                    | Sergueï Choubenkov (RUS) 13 s 40                                              | Aliaksandr Linnik (BLR) 13 s 41 NR                                                                |
| 400 m haies | Tobias Giehl (GER) 50 s 85 PB                                                        | Marc John Dombrowski (GER) 51 s 28                                            | Nikita Andriyanov (RUS) 51 s 43                                                                   |
| 3 000 m steeple | Antonio Abadía (ESP) 8 min 47 s 45 PB                                                | James Wilkinson (GBR) 8 min 51 s 54 PB                                        | Jeroen D'Hoedt (BEL) 8 min 51 s 76 PB                                                             |
| 4 × 100 m | Allemagne Roy Schmidt Robert Hering Florian Föstl Felix Göltl 39 s 33                | Tchéquie Martin Rícar Lukás Stastný Pavel Maslák Václav Zich 39 s 57 NJR      | Royaume-Uni Andrew Robertson Junior Ejehu Deji Tobais Eugene Ayanful 39 s 78                      |
| 4 × 400 m | Royaume-Uni Louis Persent Ross McDonald Nathan Wake Christopher Clarke 3 min 07 s 82 | Allemagne Niklas Zender Benjamin Jonas Sascha Eder Marco Kaiser 3 min 08 s 11 | Italie Andrea Daminelli Francesco Cappellin Alessandro Pedrazzoli Francesco Ravasio 3 min 09 s 87 |
| 10 km marche | Stanislav Emelyanov (RUS) 40 min 20 s 86                                             | Denis Strelkov (RUS) 40 min 24 s 97                                           | Valeriy Filipchuk (RUS) 40 min 29 s 35                                                            |
| Saut en longueur | Aleksandr Menkov (RUS) 7,98 m                                                        | Łukasz Masłowski (POL) 7,85 m PB                                              | Denis Bogdanov (RUS) 7,76 m                                                                       |
| Triple saut | Aleksey Fyodorov (RUS) 16,67                                                         | Aşkın Karaca (TUR) 16,10 NJR                                                  | Pavels Kovalovs (LAT) 16,03 PB                                                                    |
| Saut en hauteur | Sergey Mudrov (RUS) 2,25 m PB                                                        | Ümit Tan (TUR) 2,25 m NJR                                                     | Artsiom Naumovich (BLR) 2,19 m PB                                                                 |
| Saut à la perche | Nico Weiler (GER) 5,25 m                                                             | Dmitriy Zhelyabin (RUS) 5,25 m                                                | Henri Väyrynen (FIN) 5,15 m PB                                                                    |
| Lancer du poids (6,00 kg) | David Storl (GER) 22,40 m CR                                                         | Mykyta Nesterenko (UKR) 20,22 m                                               | Hendrik Müller (GER) 19,63 m                                                                      |
| Lancer du disque (1,75 kg) | Mykyta Nesterenko (UKR) 65,73 m CR                                                   | Gordon Wolf (GER) 63,02 m                                                     | Marin Premeru (CRO) 60,98 m                                                                       |
| Lancer du marteau | Andriy Martynyuk (UKR) 79,54 m m CR                                                  | Ákos Hudi (HUN) 79,14 PB                                                      | Javier Cienfuegos (ESP) 79,12 m NR                                                                |
| Lancer du javelot | Andreas Hofmann (GER) 75,89 m                                                        | Till Wöschler (GER) 73,66 m                                                   | Lukasz Grzeszczuk (POL) 73,55 m PB                                                                |
| Décathlon | Thomas Van der Plaetsen (BEL) 7 769 pts NJR                                          | Petter Olson (SWE) 7 734 pts PB                                               | Kai Kazmirek (GER) 7 639 pts PB                                                                   |
| Records et Performances - AR : Record continental (area record) - CR : Record des championnats (championship record) - MR : Record du meeting (meet record) - NR : Record national (national record) - OR : Record olympique (olympic record) - PR : Record paralympique (paralympic record) - PB : Record personnel (personal best) - SB : Meilleure performance personnelle de la saison (season's best) - WL : Meilleure performance mondiale de l'année (world leader) - WJR : Record du monde junior (world junior record) - WR : Record du monde (world record) Circonstances et Conditions - DNF : N'a pas terminé (did not finish) - DNS : N'a pas pris le départ (did not start) - DQ : Disqualification (disqualification) - NM : Aucun essai valable enregistré (No Mark) - Q : Qualifié « directement » au prochain tour (ou à la prochaine compétition), lors d'une compétition majeure, grâce au classement ou à la réalisation des minima (automatic qualifier) - q : Qualifié au prochain tour (ou à la prochaine compétition), lors d'une compétition majeure, grâce au repêchage ou à la réalisation de l'une des meilleures performances parmi celles des « non qualifiés directement » (grâce au meilleur temps ou à la meilleure distance par exemple) (secondary qualifier) |                                                                                      |                                                                               |                                                                                                   |

### Femmes
| Épreuves | Or                                                                                        | Argent                                                                             | Bronze                                                                                 |
| --- | ----------------------------------------------------------------------------------------- | ---------------------------------------------------------------------------------- | -------------------------------------------------------------------------------------- |
| 100 m | Yasmin Kwadwo (GER) 11 s 42                                                               | Folake Akinyemi (NOR) 11 s 47 PB                                                   | Andreea Ograzeanu (ROU) 11 s 47                                                        |
| 200 m | Andreea Ograzeanu (ROU) 23 s 70                                                           | Alena Tamkova (RUS) 23 s 72                                                        | Anna Kiełbasińska (POL) 23 s 75                                                        |
| 400 m | Yuliya Baraley (UKR) 52 s 89                                                              | Liliya Gafiyatullina (RUS) 53 s 51 PB                                              | Moa Hjelmer (SWE) 54 s 01 PB                                                           |
| 800 m | Mirela Lavric (ROU) 2 min 04 s 12                                                         | Corinna Harrer (GER) 2 min 04 s 51                                                 | Yekaterina Zavyalova (RUS) 2 min 04 s 59                                               |
| 1 500 m | Darya Yachmeneva (RUS) 4 min 14 s 64 PB                                                   | Layes Abdullayeva (AZE) 4 min 16 s 63 PB                                           | Elina Sujew (GER) 4 min 16 s 86                                                        |
| 3000 m | Yelena Korobkina (RUS) 9 min 13 s 35 PB                                                   | Kate Avery (GBR) 9 min 13 s 68 PB                                                  | Louise Small (GBR) 9 min 15 s 47 PB                                                    |
| 5 000 m | Karoline Bjerkeli Grøvdal (NOR) 15 min 45 s 45                                            | Charlotte Purdue (GBR) 15 min 55 s 96                                              | Veronica Inglese (ITA) 16 min 41 s 37 PB                                               |
| 100 m haies | Anne Zagré (BEL) 13 s 21                                                                  | Isabelle Pedersen (NOR) 13 s 49                                                    | Yariatou Touré (FRA) 13 s 52                                                           |
| 400 m haies | Inga Müller (GER) 57 s 16                                                                 | Mila Andrić (SRB) 57 s 55 NR                                                       | Katsiatyna Artyukh (BLR) 58 s 09 PB                                                    |
| 3 000 m steeple | Karoline Bjerkeli Grøvdal (NOR) 9 min 43 s 69 CR                                          | Layes Abdullayeva (AZE) 9 min 55 s 95 NR                                           | Louise Webb (GBR) 10 min 10 s 34 PB                                                    |
| 4 × 100 m | Allemagne Yasmin Kwadwo Leena Günther Nadja Bahl Ruth Sophia Spelmeyer 44 s 86            | Pologne Ewelina Skoczylas Malgorzata Koldej Ewa Zarebska Anna Kiełbasińska 45 s 12 | Pays-Bas Judith Bosker Yaël van Pelt Anouk Hagen Jamile Samuel 45 s 88                 |
| 4 × 400 m | Russie Yuliya Terekhova Liliya Zubkova Alina Safiullina Liliya Gafiytullina 3 min 36 s 25 | Allemagne Laura Hansen Maral Feizbakhsh Daniela Ferenz Inga Müller 3 min 37 s 83   | France Elea-Mariama Diarra Djeneba Camara Asta Dramé Lénora Guion-Firmin 3 min 39 s 62 |
| 10 km marche | Elmira Alembekova (RUS) 46 min 31 s 07                                                    | Antonella Palmisano (ITA) 46 min 59 s 47 SB                                        | Nina Okhotnikova (RUS) 47 min 04 s 97                                                  |
| Saut en longueur | Darya Klishina (RUS) 6,80 m CR                                                            | Ivana Španović (SRB) 6,71 m NR                                                     | Anna Jagaciak (POL) 6,29 m PB                                                          |
| Triple saut | Liane Pintsaar (EST) 13,89 m PB                                                           | Cristina Sandu (ROU) 13,61 m PB                                                    | Jenny Elbe (GER) 13,55 m                                                               |
| Saut en hauteur | Natalya Mamlina (RUS) 1,91 m PB                                                           | Marija Vuković (MNE) 1,89 m NR                                                     | Burcu Ayhan (TUR) 1,89 m NJR                                                           |
| Saut à la perche | Martina Schultze (GER) 4,20 m                                                             | Yekaterina Kolesova (RUS) 4,10 m                                                   | Caroline Bonde Holm (DEN) 4,10 m                                                       |
| Lancer du poids | Aliona Hryshko (BLR) 17,59 m                                                              | Samira Burkhardt (GER) 16,46 m                                                     | Sophie Kleeberg (GER) 15,95 m                                                          |
| Lancer du disque | Sandra Perković (CRO) 62,44 m NR                                                          | Julia Schäfer (GER) 55,11 m                                                        | Irina Rodrigues (POR) 53,14 m                                                          |
| Lancer du marteau | Bianca Perie (ROU) 68,59 m CR                                                             | Jenny Ozorai (HUN) 63,70 m                                                         | Sophie Hitchon (GBR) 63,18 m NJR                                                       |
| Lancer du javelot | Tatjana Jelača (SRB) 60,35 m NR                                                           | Karolina Mor (POL) 53,57 m                                                         | Sabine Kopplin (GER) 53,26 m PB                                                        |
| Heptathlon | Carolin Schäfer (GER) 5 697 pts SB                                                        | Katerina Cachová (CZE) 5 660 pts SB                                                | Lea Sprunger (SUI) 5 552 pts 'SB                                                       |
| Records et Performances - AR : Record continental (area record) - CR : Record des championnats (championship record) - MR : Record du meeting (meet record) - NR : Record national (national record) - OR : Record olympique (olympic record) - PR : Record paralympique (paralympic record) - PB : Record personnel (personal best) - SB : Meilleure performance personnelle de la saison (season's best) - WL : Meilleure performance mondiale de l'année (world leader) - WJR : Record du monde junior (world junior record) - WR : Record du monde (world record) Circonstances et Conditions - DNF : N'a pas terminé (did not finish) - DNS : N'a pas pris le départ (did not start) - DQ : Disqualification (disqualification) - NM : Aucun essai valable enregistré (No Mark) - Q : Qualifié « directement » au prochain tour (ou à la prochaine compétition), lors d'une compétition majeure, grâce au classement ou à la réalisation des minima (automatic qualifier) - q : Qualifié au prochain tour (ou à la prochaine compétition), lors d'une compétition majeure, grâce au repêchage ou à la réalisation de l'une des meilleures performances parmi celles des « non qualifiés directement » (grâce au meilleur temps ou à la meilleure distance par exemple) (secondary qualifier) |                                                                                           |                                                                                    |                                                                                        |

## Tableau des médailles

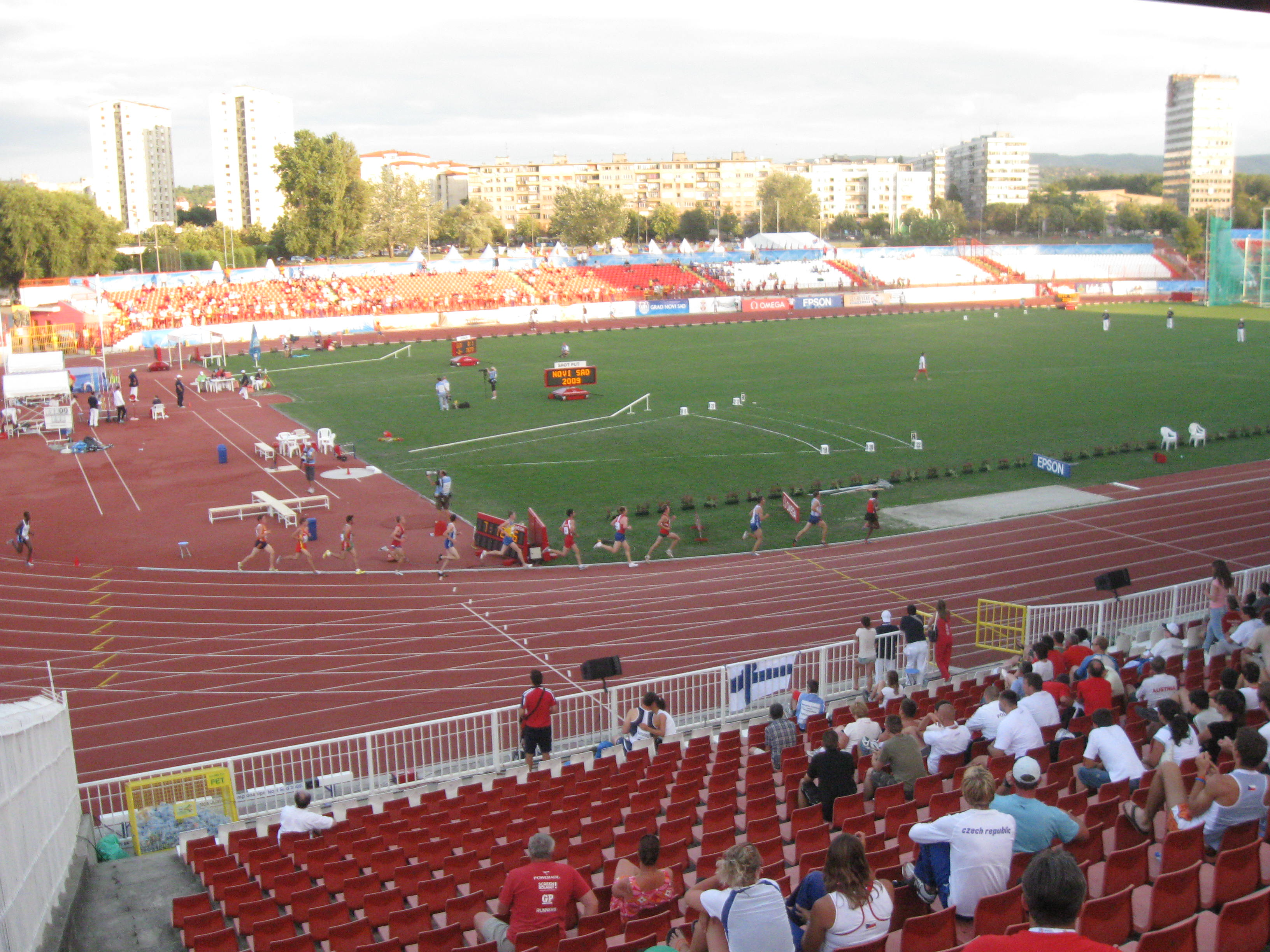
Stade Karađorđe

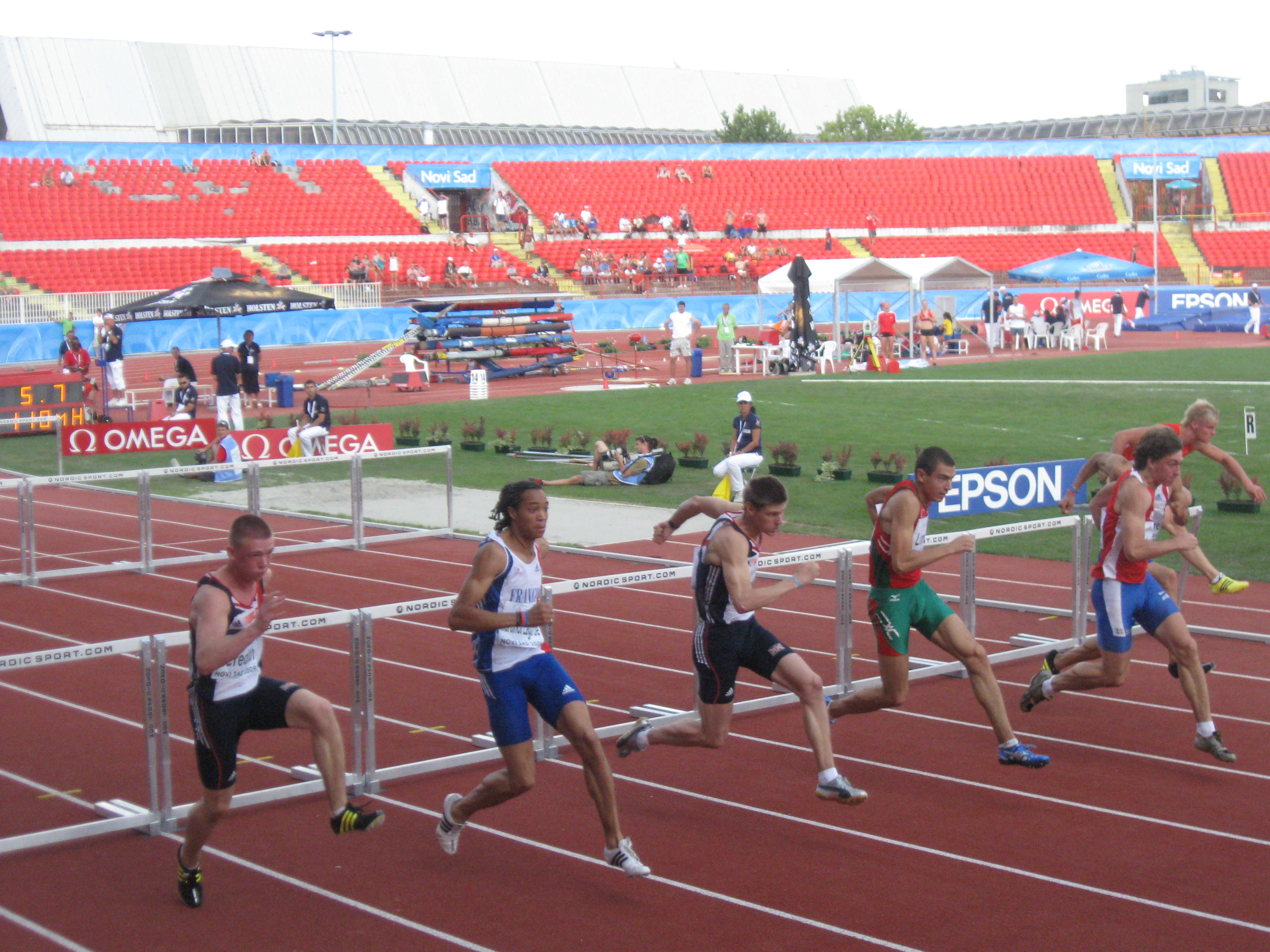
110 m haies masculin

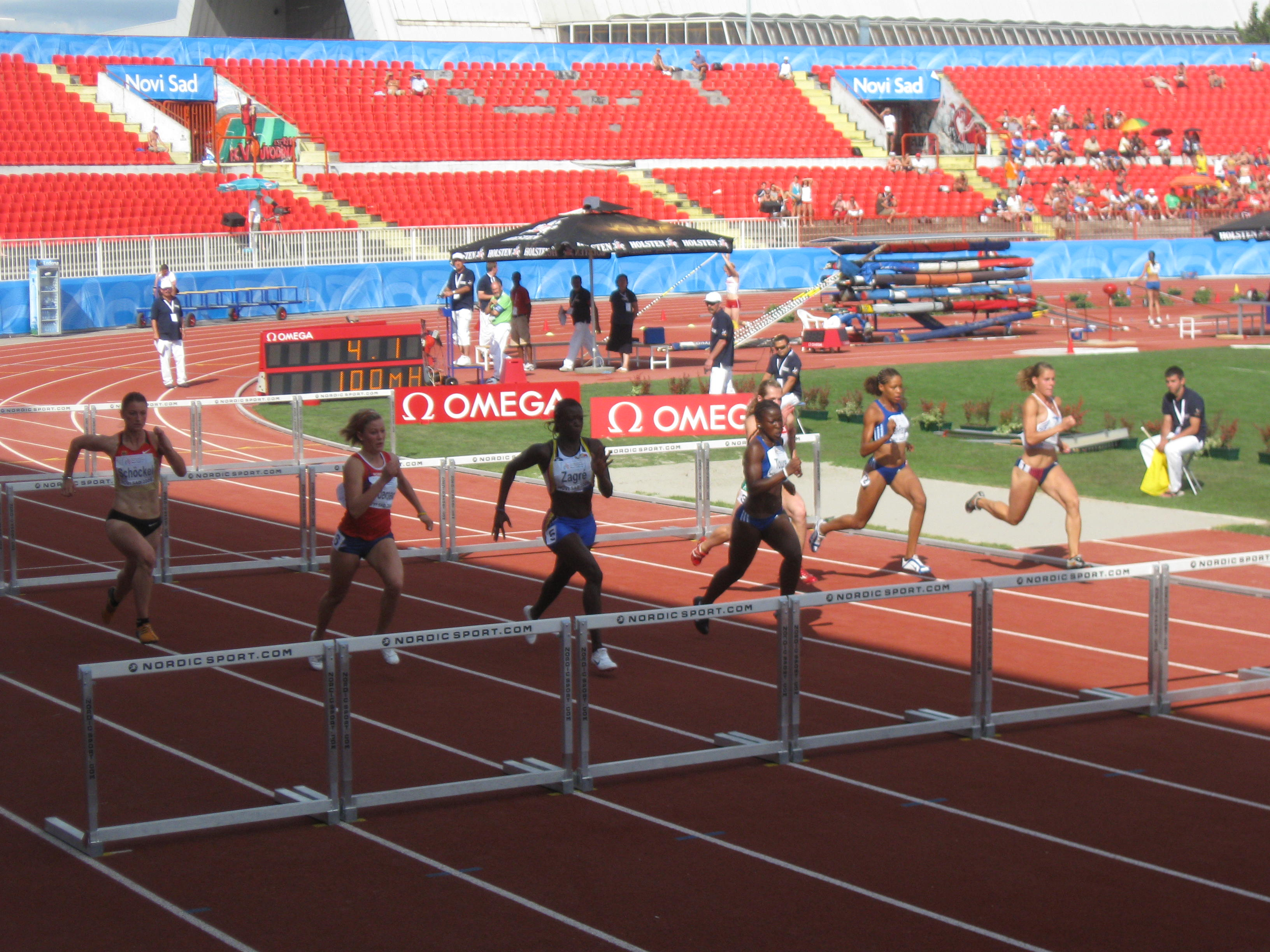
100 m hurdles féminin

| Rang  | Nation      | Or | Argent | Bronze | Total |
| ----- | ----------- | -- | ------ | ------ | ----- |
| 1     | Allemagne   | 10 | 8      | 7      | 25    |
| 2     | Russie      | 9  | 7      | 6      | 22    |
| 3     | Ukraine     | 4  | 1      | 0      | 5     |
| 4     | Royaume-Uni | 3  | 5      | 7      | 15    |
| 5     | Azerbaïdjan | 3  | 3      | 0      | 6     |
| 6     | Roumanie    | 3  | 1      | 1      | 5     |
| 7     | Espagne     | 3  | 0      | 2      | 5     |
| 8     | Norvège     | 2  | 2      | 0      | 4     |
| 9     | Belgique    | 2  | 0      | 1      | 3     |
| 10    | Serbie      | 1  | 2      | 0      | 3     |
| 11    | Biélorussie | 1  | 0      | 4      | 5     |
| 12    | Croatie     | 1  | 0      | 1      | 2     |
| 12    | France      | 1  | 0      | 1      | 2     |
| 14    | Estonie     | 1  | 0      | 0      | 1     |
| 15    | Pologne     | 0  | 5      | 3      | 8     |
| 16    | Turquie     | 0  | 3      | 1      | 4     |
| 17    | Tchéquie    | 0  | 2      | 0      | 2     |
| 17    | Hongrie     | 0  | 2      | 0      | 2     |
| 19    | Italie      | 0  | 1      | 3      | 4     |
| 20    | Suède       | 0  | 1      | 1      | 2     |
| 21    | Monténégro  | 0  | 1      | 0      | 1     |
| 22    | Danemark    | 0  | 0      | 1      | 1     |
| 22    | Finlande    | 0  | 0      | 1      | 1     |
| 22    | Lettonie    | 0  | 0      | 1      | 1     |
| 22    | Pays-Bas    | 0  | 0      | 1      | 1     |
| 22    | Portugal    | 0  | 0      | 1      | 1     |
| 22    | Suisse      | 0  | 0      | 1      | 1     |
| Total | Total       | 44 | 44     | 44     | 132   |